# Vicente Ripollés
Vicente Ripollés Pérez (Castellón de la Plana, 20 de noviembre de 1867 – Rocafort, 1943) fue un músico, maestro de capilla y compositor español.

## Biografía
Siendo niño, el sacerdote Francisco Pachés era el maestro de capilla y director coral de la Concatedral de Santa María de Castellón y fue el primer educador musical de Vicente Ripollés en materias como el solfeo o el violín. Este inicio musical como miembro de un coro lo emparenta con los primeros pasos de otras figuras hispánicas, como su quien fuera su maestro y amigo Felipe Pedrell, y le permitió un primer contacto con la música religiosa, que llegaría a convertirse para él en una pasión. Amplió su formación musical cuando ingresó en el Seminario de Tortosa, donde estudió armonía y composición.. Ordenado sacerdote, fue destinado a Peñíscola para marchar al poco tiempo a Valencia, donde estudió música con Salvador Giner y Vidal. En 1893 fue nombrado maestro de capilla del seminario de Tortosa y, muy poco después, de la catedral de la misma ciudad. Allí trabajó dos años, hasta que en julio de 1895 ganó la misma plaza, pero en el valenciano Real Colegio Seminario del Corpus Christi o del Patriarca.
En 1903 Ripollés se presentó a las oposiciones del magisterio de la Catedral de Sevilla, enfrentándose a Eduardo Torres Pérez, maestro de capilla de la Catedral de Tortosa; José María Moreno, maestro de capilla de la Catedral de Oviedo; Cándido Milagro y García, maestro de capilla de la Catedral de Jaén; Miguel Arcada, maestro de capilla del Pilar de Zaragoza; Rafael Segura, maestro de capilla de la Catedral de Málaga; José Gálvez, maestro de capilla de la Catedral de Cádiz; Mariano Neira, maestro de capilla de la Catedral de León; Ramón Díaz, organista de la Catedral de Oviedo. Ripolles consiguió la plaza y tomó posesión del cargo el 4 de junio de 1903. Permanecería en Sevilla seis años.
En 1909 regresó a Valencia como profesor de música del seminario de la capital del Turia. Finalmente, se hizo cargo en 1930 de la plaza de director de la capilla de música de la catedral de Valencia, pero nunca llegó a ser maestro de capilla.
Aparte de su faceta como instrumentista y compositor, Ripollés también destacó por la renovación de la enseñanza musical. En su estancia en el Colegio del Patriarca propuso un plan de reformas que recibió el visto bueno de autoridades como Giner y Felipe Pedrell; aprobado el plan en 1897, fue publicado tanto por el propio colegio como en la revista La música religiosa en España. En 1902, Ripollés asistió a un acontecimiento importante en su vida: los cursos superiores de música ofrecidos por Pedrell en el Ateneo de Madrid. Este encuentro marcó el inicio de una fructífera amistad, y supuso para Ripollés el replanteamiento de su formación musical. En su paso por el seminario valenciano creó una 'Schola Cantorum' que, con la interpretación de grandes obras de música sacra, obtuvo un gran prestigio en la ciudad. El arzobispo Prudencio de Melo le otorgó la dignidad de canónigo de la catedral en 1927, lo que le permitió emprender la ordenación y catalogación del archivo musical de la misma. Además de realizar transcripciones de música polifónica del siglo XVI, Ripollés compuso una Missa en re menor, para coro y orquesta, con motivo de su primera celebración religiosa en el cargo, una misa a siete voces con cinco instrumentos de cuerda y órgano, entre otros instrumentos; compuso más de sesenta piezas de música religiosa, entre las que destaca la Misa in festo dedicationis Ecclesia (de 1905, revisada en 1924). La importancia de su obra ha hecho que el musicólogo José Doménech Part lo haya considerado «figura máxima de la música española en Castellón de la Plana».
Dirigió el Centro de Cultura Valenciana y fue miembro de varias entidades musicales. Colaboró en el Boletín de la Sociedad Castellonense de Cultura, donde publicó Fragmentos del Epistolario Pedrell (1922). También publicó Catálogo de las obras polifónicas conservadas en el Archivo del Patriarca de Valencia (1926), El drama litúrgico (1928), El villancico y la cantata del siglo XVIII en Valencia (1935) y Músicos castellonenses (1935). También transcribió música polifónica del siglo XVI.

## Obras
- Colección de trisagios a cuatro voces y orquesta
- Gradual per a la festivitat de la Mare de Déu, a ocho voces y orquesta
- Himne a la Mare de Déu (1901), premiado en el certamen cultural del diario el Heraldo de Castellón
- Lamentación (1899), para tenor y orquesta
- Misa in festo dedicationis Ecclesiae (1905), para coro a tres voces y órgano. Revisada en 1924 para la coronación de la Virgen de Lidón, y orquestada para cuerdas completas, una flauta, clarinete, fagot y dos trompas
- Missa, a siete voces con cinco instrumentos de cuerda y órgano
- Missa en re menor (1893), para coro y orquesta
- Missa en re menor, para cuatro voces con órgano.
- Oremus pro pontifex, motete dedicado a Pio X
- Pange Lingua, himno a ocho voces por la vigilia del Corpus
- Quintet, de cuerda y órgano, dedicado a Juan de Ribera.